# St. Lucia (Hölzchen)

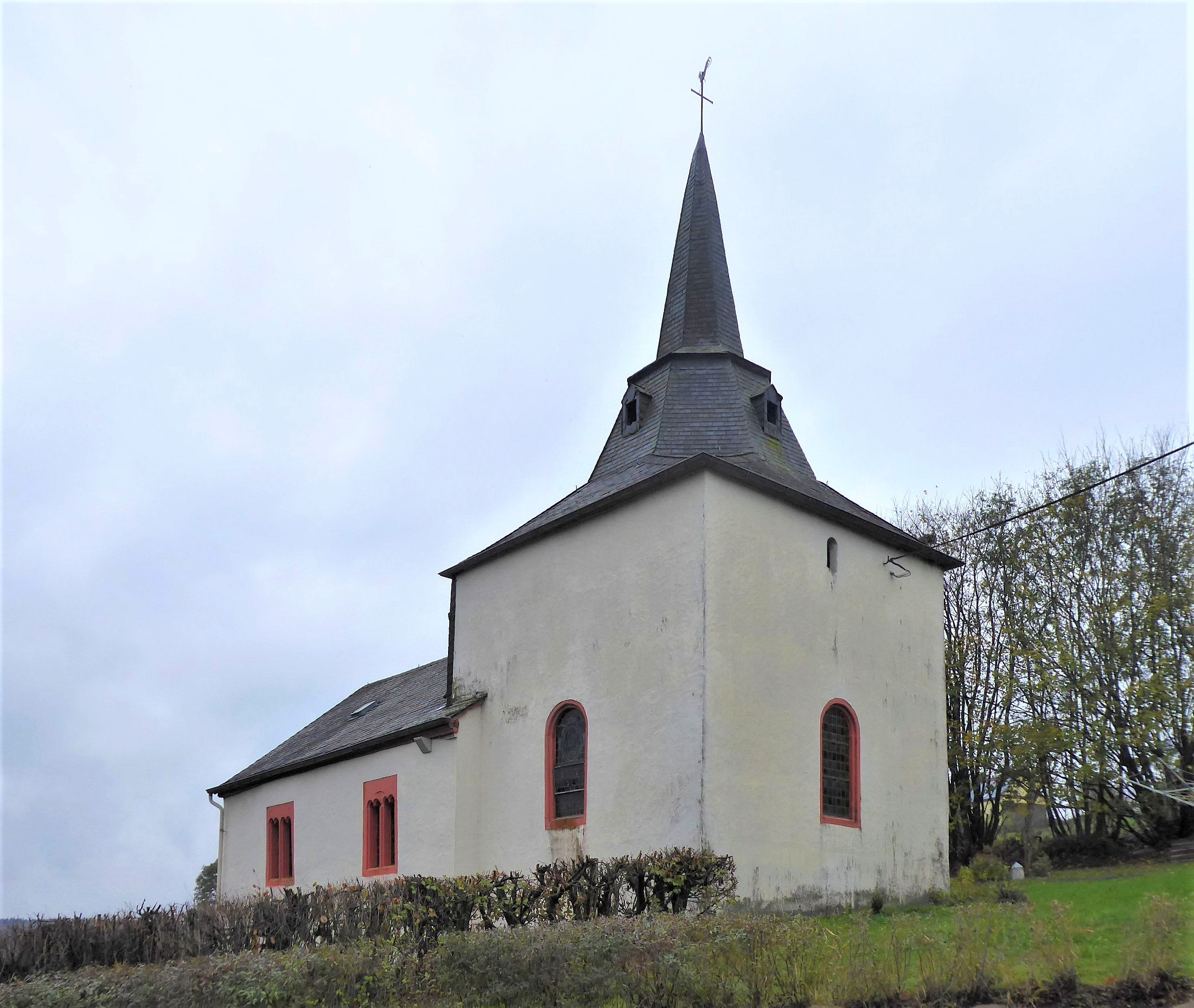
St. Lucia

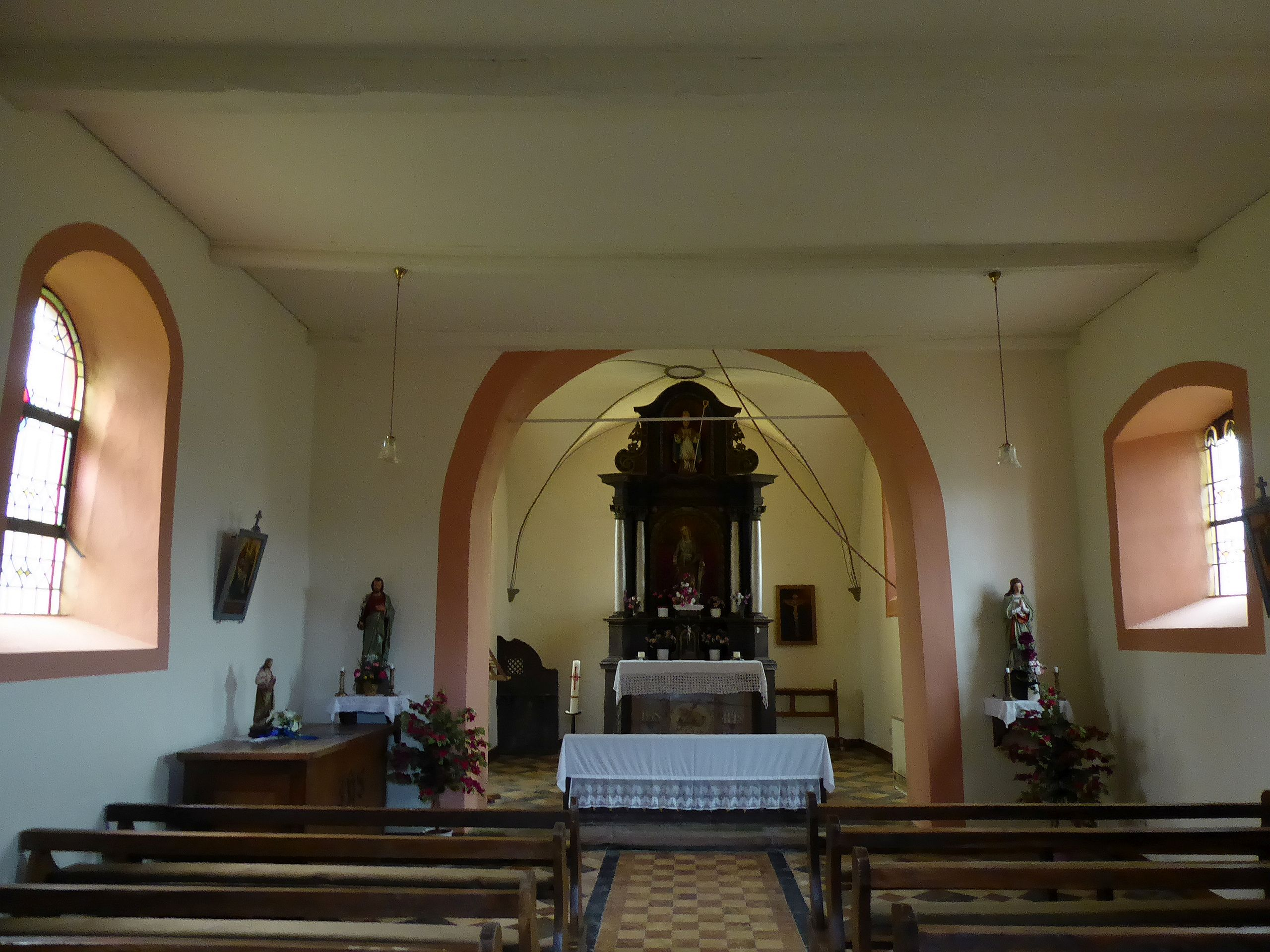
Inneres

Die römisch-katholische Filialkirche St. Lucia ist ein Kirchengebäude in Hölzchen, einem Ortsteil von Arzfeld im Eifelkreis Bitburg-Prüm in Rheinland-Pfalz.

## Geschichte
Die der heiligen Lucia von Syrakus geweihte Filialkirche gehört zu einer Gruppe von drei mittelalterlichen Chorturmkirchen, die in benachbarten Ortschaften errichtet wurden. Die anderen Gotteshäuser sind St. Valentin in Krautscheid sowie Zu den heiligen drei Jungfrauen in Lauperath.
Die Ortschaft Hölzchen wurde Anfang des 13. Jahrhunderts in einem Güterverzeichnis der Reichsabtei St. Maximin in Trier aufgeführt. Eine Kapelle dort wurde in einer Stiftungsurkunde aus dem Jahr 1466 sowie in einem Visitationsprotokoll von 1570 erwähnt. Die Erbauung von St. Lucia mit dem massiven Chorturm im Osten erfolgte spätestens im 15. Jahrhundert, ist aber nicht sicher datiert. Die beiden rechteckigen Doppelfenster auf der Südseite mit Mittelpfosten nennt der Kunsthistoriker Ernst Wackenroder „gekuppelte romanische Rundfenster in spätgotischer Auffassung“. Zwischen den Fenstern befand sich ursprünglich das Portal, es wurde vermutlich 1820 an die Westseite verlegt.